# NGC 4703
NGC 4703 é uma galáxia espiral (Sb) localizada na direcção da constelação de Virgo. Possui uma declinação de -09° 06' 30" e uma ascensão recta de 12 horas, 49 minutos e 18,9 segundos.
A galáxia NGC 4703 foi descoberta em 3 de Março de 1786 por William Herschel.